# Anjo, Japan
Anjo (安城市, Anjō-shi) är en japansk stad i prefekturen Aichi på den centrala delen av ön Honshu. Den har cirka 180 000 invånare. Anjo fick stadsrättigheter 5 maj 1952. Staden är belägen vid Yahagifloden, sydost om Nagoya, och ingår i denna stads storstadsområde.

## Kommunikationer
Mikawa-Anjō är en station på Tōkaido Shinkansen som ger staden förbindelse med höghastighetståg till Tokyo och Nagoya - Shin-Osaka (Osaka). 

## Externa länkar

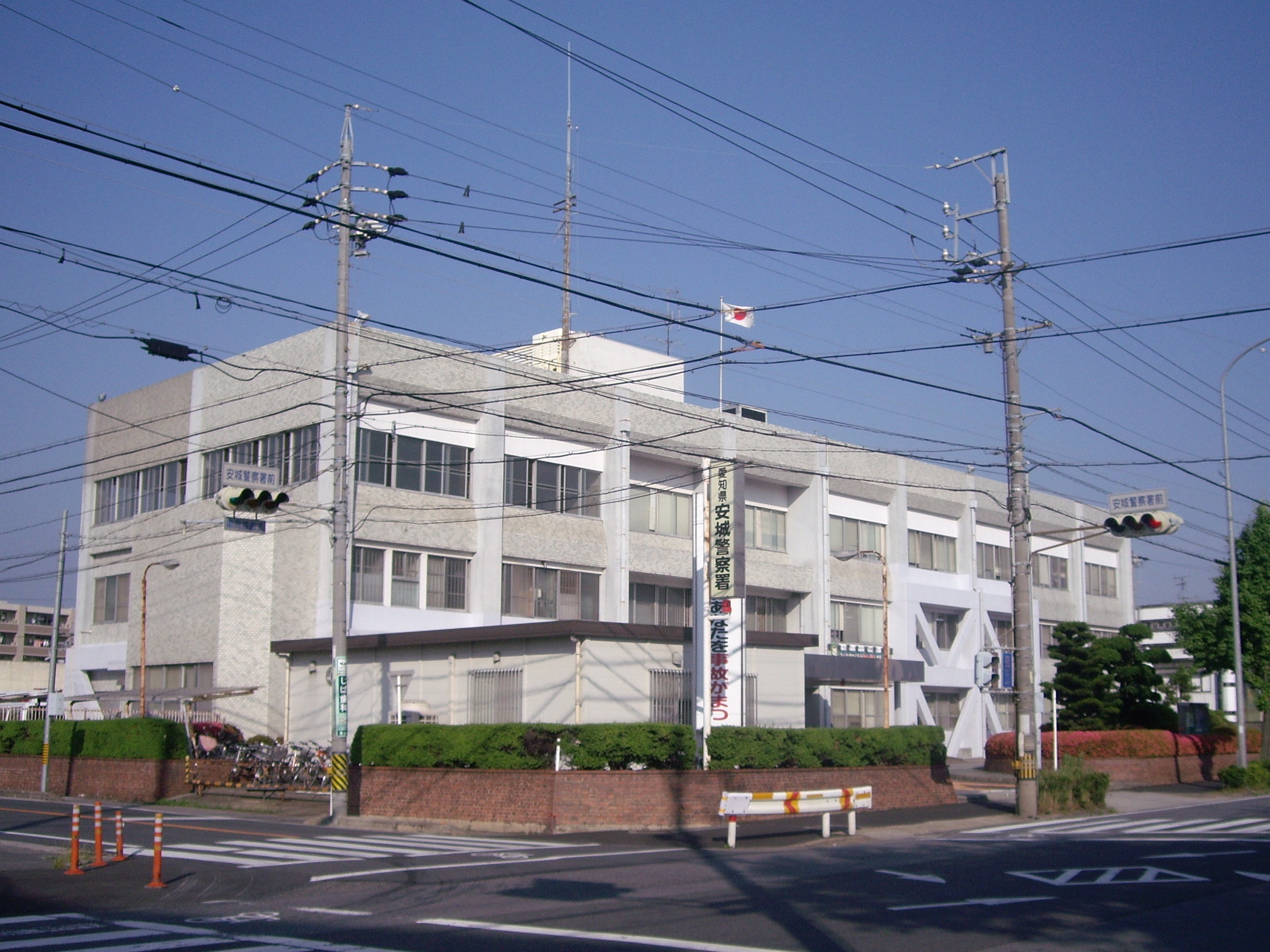
Polisstationen i Anjo